# Janusz Piechociński

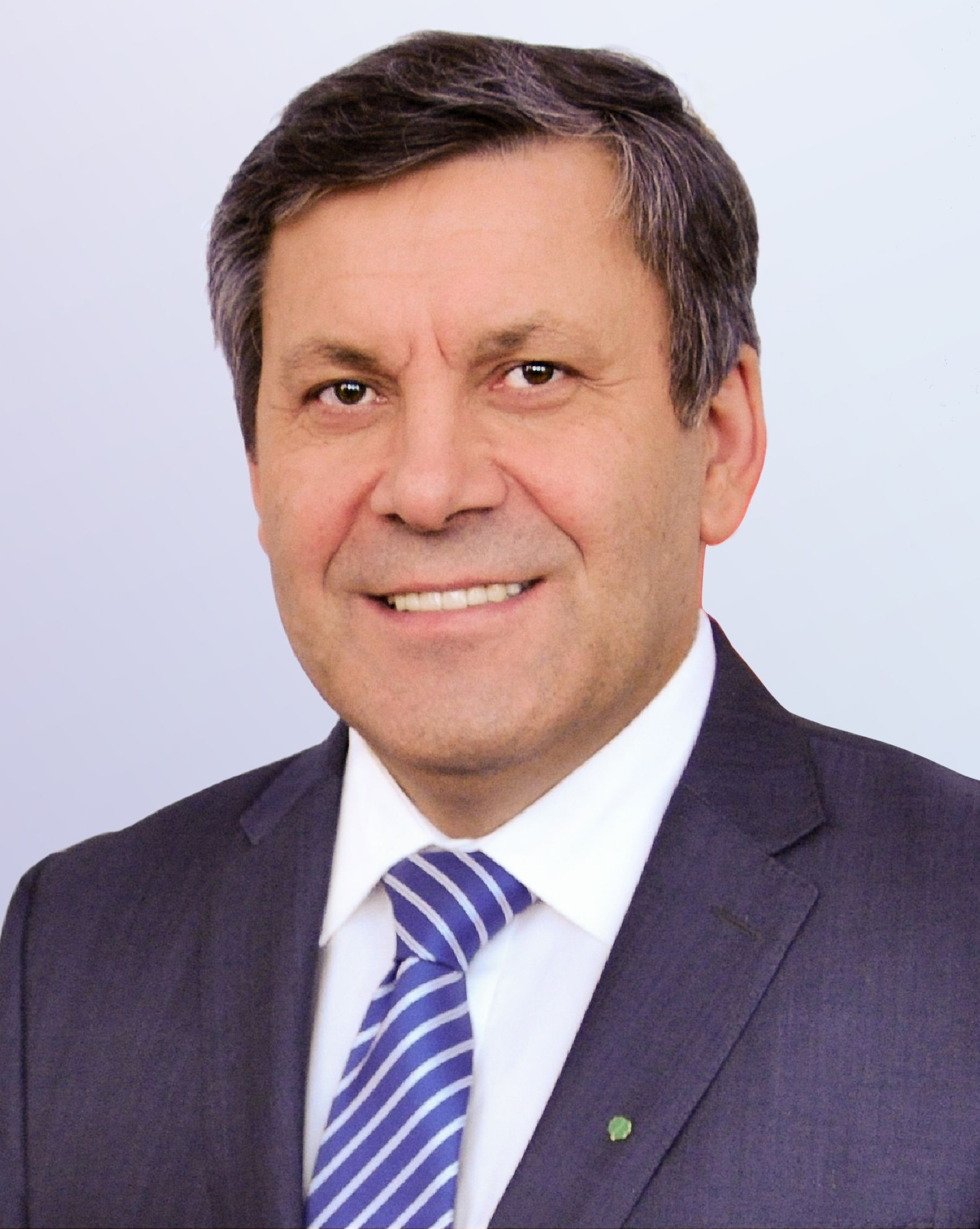
Janusz Piechociński

Janusz Piechociński (* 15. März 1960 in Studzianki) ist ein polnischer Politiker. Er war von 1991 bis 1997, von 2001 bis 2005 und von 2007 bis 2015 Abgeordneter des Sejm in der I., II., IV., VI. und VII. Wahlperiode. Von 2012 bis 2015 war er Vorsitzender der Polskie Stronnictwo Ludowe (PSL) und zudem Wirtschaftsminister und stellvertretender Ministerpräsident.

## Leben und Beruf
Im Jahr 1987 beendete Piechociński das Studium im Fachbereich Binnenhandel an der Szkoła Główna Planowania i Statystyki, an der er auch in den Jahren 1987–1999 als wissenschaftlicher Mitarbeiter am Lehrstuhl für Wirtschaftsgeschichte tätig war.
Piechociński ist seit mehreren Jahren einer der aktivsten Nutzer der Mikroblogging-Plattform X in Polen und erhielt mit satirischen wie lakonisch-informativen Einträgen für einen ehemaligen Politiker seiner Generation hohe Aufmerksamkeit.
2016 wurde er Präsident der Polnisch-Asiatischen Industrie- und Handelskammer. Eine Rückkehr in die Politik schloss er 2024 aus.
Piechociński ist verheiratet und hat drei Kinder.

## Politik
1987 trat er der Blockpartei Zjednoczone Stronnictwo Ludowe (ZSL) bei. 1989 war er Teilnehmer der Gespräche am Runden Tisch in Polen. Nach Umwandlung der ZSL in die Polskie Stronnictwo Ludowe (PSL) übte Janusz Piechociński vom Januar bis Juni des Jahres 1990 die Funktion als Schatzmeister der neuen Partei aus. Er wurde erstmals bei der ersten vollständig freien Parlamentswahl 1991 in den Sejm gewählt. Bei der vorgezogenen Wahl 1993 wurde er wiedergewählt. Hingegen verpasste er bei der Sejmwahl 1997 die Wiederwahl, da die PSL in seinem Wahlkreis kein Mandat errang. Bei den Selbstverwaltungswahlen 1998 wurde er für das Wahlbündnis Przymierze Społeczne, an dem sich die PSL beteiligt hatte, in den Sejmik der neugebildeten Woiwodschaft Masowien gewählt. 2001 gelang ihm die Rückkehr in das Parlament. In der IV. Amtszeit war er Vorsitzender der Sejmkommission für Infrastruktur. 2002 stellte er sich zum Stadtpräsidenten von Warschau zur Wahl, als Kandidat des Wahlkomitees Centrum Samorządowe „Nasza Stolica“ und erreichte von insgesamt 14 Bewerbern mit 0,48 % der Stimmen den neunten Platz. 2004 kandidierte er für das Amt des Vorsitzenden der PSL, verlor diese jedoch gegen Janusz Wojciechowski. Nachdem er bei der Parlamentswahl 2005 erneut sein Mandat verloren hatte, wurde er bei den Selbstverwaltungswahlen 2006 zum zweiten Mal in den Sejmik der Woiwodschaft Masowien gewählt. Bei der Parlamentswahl 2007 wurde er im Wahlkreis Warschau II wieder in den Sejm gewählt. Er kandidierte ohne Erfolg bei der Europawahl 2009. Bei der Parlamentswahl im Jahr 2011 gelang ihm die Wiederwahl, bei der er 11 638 Wählerstimmen bekam. Am 17. November 2012 wurden auf dem Parteikongress der PSL in Pruszków die Führungspositionen der Partei neu besetzt. Bei der Wahl zum Vorsitzenden gewann Janusz Piechociński knapp mit 547 Delegiertenstimmen und setzte sich gegen den bis dato amtierenden Vorsitzenden Waldemar Pawlak (530 Stimmen) durch. Am 6. Dezember des gleichen Jahres wurde er zum stellvertretenden Ministerpräsidenten und Wirtschaftsminister berufen. Fünf Tage später wurde er in den Rat der nationalen Sicherheit (Rada Bezpieczeństwa Narodowego) von dem damaligen Präsidenten Bronisław Komorowski berufen. Wegen des schlechten Ergebnisses bei der Parlamentswahl 2015, bei der er selbst kein Mandat erzielte, trat Piechociński nach der Wahl als Parteivorsitzender zurück.

## Ehrungen
- 1999 Goldenes Verdienstkreuz der Republik Polen[22]
- 2014 Orden des Marienland-Kreuzes I. Klasse[23]